# Сельское поселение «Красночикойское»
Се́льское поселе́ние «Красночикойское» — муниципальное образование в Красночикойском районе Забайкальского края Российской Федерации.
Административный центр — село Красный Чикой.

## История
Статус и границы сельского поселения установлены Законом Читинской области от 19 мая 2004 года «Об установлении границ, наименований вновь образованных муниципальных образований и наделении их статусом сельского, городского поселения в Читинской области».

## Население
| 2010  | 2011  | 2012  | 2013  | 2014  | 2015  | 2016  |
| ----- | ----- | ----- | ----- | ----- | ----- | ----- |
| 7063  | ↘7056 | ↗7078 | ↘7032 | ↗7051 | ↗7093 | ↘7070 |
| 2017  | 2018  | 2019  | 2020  | 2021  |       |       |
| ↗7107 | ↘7064 | ↘7040 | ↘7019 | ↘6451 |       |       |

## Состав сельского поселения
| № | Населённый пункт | Тип населённого пункта       | Население |
| - | ---------------- | ---------------------------- | --------- |
| 1 | Красный Чикой    | село, административный центр | ↘6451     |